# Ллір (кратер)
Кратер Ллір (англ. Craters Llyr) — метеоритний кратер на Європі, супутнику Юпітера.

## Характеристики
Утворився на місці падіння на поверхню супутника Європа космічного метеорита, якого притягнув у свою орбіту масивний Юпітер. Внаслідок чого сформувався ударний кратер з діаметром 5 кілометрів. Центр кратера розташовано за координатами 1.8° пд. ш., та 138.2° сх. д.
Вперше про льодовий кратер довідалися у 2000 році, після дослідження поверхні супутника телескопами з Землі. Названий на ім'я маловідомого персонажа валлійських легенд Лліра в валлійській міфології.